# Lichenotheliaceae
Die Lichenotheliaceae sind eine Familie der Schlauchpilze, die alleine die Ordnung Lichenotheliales bilden.

## Merkmale
Die flechtenbewohnenden Arten der Lichenotheliaceae besitzen einen schwarzen Thallus, der auf dem Substrat draufsitzt, oder aber innerhalb des Wirtsgewebes sitzt, dieses aber nicht verändert (endokapylisch). Sie sind zerstreut oder zusammen und können netzförmig sein. Oft bilden sie eine schwarze Oberfläche. Die Hyphen können verzweigt sein, manchmal verbinden sie das vereinzelt liegende Stroma. Meristemisches Wachstum ist häufig. Die Fruchtkörper sind  entweder perithecienähnlich und mit Filamenten zwischen den Schläuchen oder die Schläuche werden in einem pseudoparenchymalen Kammern gebildet, und das Stroma besitzt keine Öffnung (Ostiole), wie es bei einem Perithezium wäre. Die Schläuche besitzen immer acht Sporen, sie sind rund bis breit keulenförmig, zweischichtig (bitunikat), manchmal leicht blauend mit Iod in den äußeren Schichten oder im Apex. Die Sporen sind ein bis zweireihig angeordnet und überlappen sich teilweise, sie sind durchscheinend oder braun, einfach septiert bis mauerförmig. Nebenfruchtformen sind keine bekannt.

## Lebensweise
Die bekannten Arten der Lichenotheliaceae umfassen sowohl flechtenbewohnende, aber nicht flechtenbildende Arten, die zum einen epiphytisch als auch endophytisch auf der Flechte leben können, als auch saprob  Arten, die  auf oder auch im Felsgestein vorkommen. Sie sind weltweit verbreitet und besiedeln heiße und auch kalte aride Regionen.

## Systematik und Taxonomie
Die Familie wurde 1986 von  Aino Henssen erstbeschrieben. 2013 wurde dann die Ordnung Kerry Knudsen, Lucia Muggia & Kevin David Hyde beschrieben. Sie enthielt anfangs die Gattungen Lichenothelia und Lichenostigma. Letztere wurde dann aber aufgrund von phylogenetischen Analysen in eine eigene Ordnung, die Lichenostigmatales gestellt.  Die Gattung Endococcus war hingegen in der Ordnung Dothideales bzw. als Gattung unsicherer Stellung innerhalb der Klasse der Dothideomycetes. 2016 wurde sie in die Familie der Lichenotheliaceae aufgrund morphologischer Ähnlichkeiten überführt.
Zurzeit (Stand Januar 2022) zählen daher folgende zwei Gattungen zur Ordnung Lichenotheliales mit der einzigen Familie Lichenotheliaceae:
- Lichenothelia mit 27 Arten
- Endococcus mit 44 Arten